# Alfred Haensel

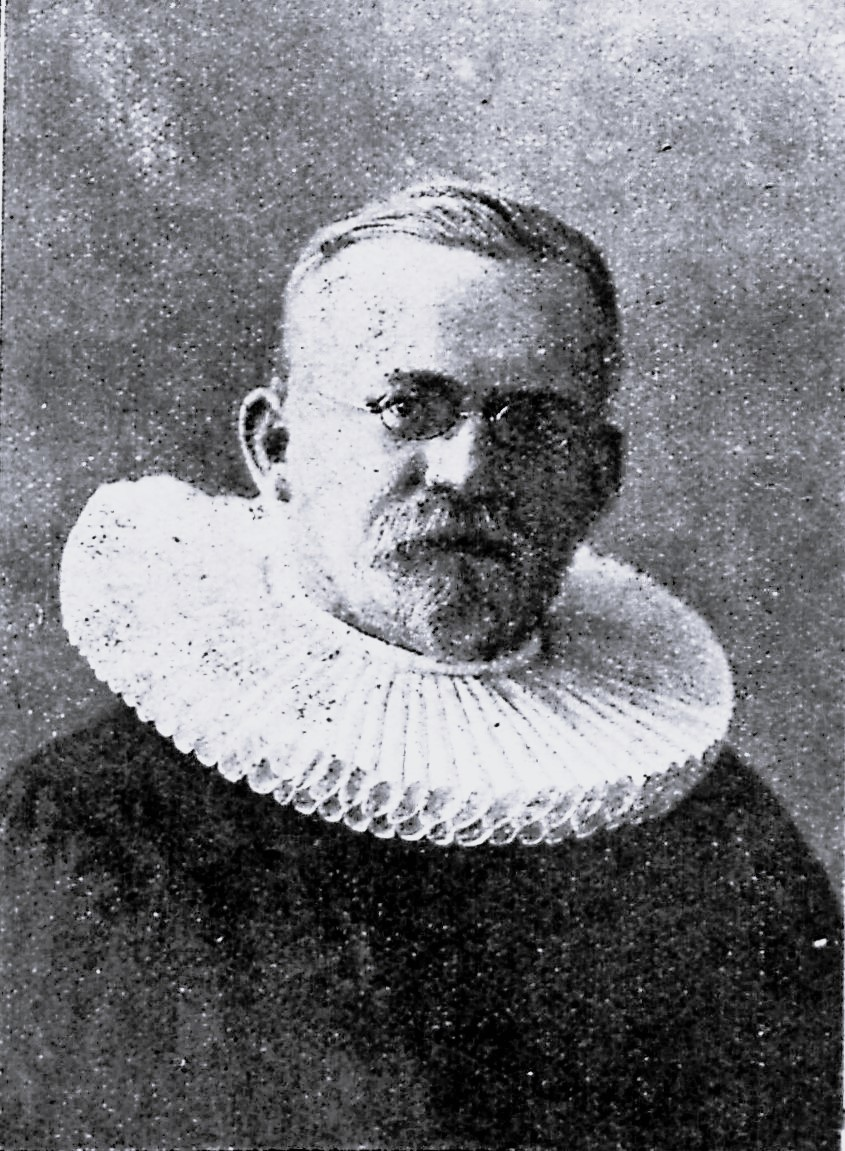
Alfred Haensel

Carl Alfred Max Wilhelm Haensel (* 2. Februar 1869; † 22. April 1922 in Lübeck) war ein deutscher evangelisch-lutherischer Geistlicher und der erste Pastor an St. Matthäi. Er gründete den Christlichen Verein Junger Menschen in Lübeck.

## Leben
Der aus Sackisch kommende Haensel bestand 1891 das Theologische Amtsexamen mit dem II. Charakter. Am 20. März 1892 wurde er als Pfarrvikar der Diakonissenanstalt in Altona ordiniert.
Zählte die Gemeinde St. Lorenz einst nur zwischen 200 und 300 Mitgliedern, so wuchs die Vorstadt St. Lorenz und damit die Gemeinde durch die Städtebauliche Entwicklung Lübecks seit 1864 rasant an. Bereits am 23. April 1882, dem Zeitpunkt der Anstellung von Johannes Bernhard als zweitem Pastor der Gemeinde, betrug die Zahl der Mitglieder schon um 9000 und verdoppelte sich in Johann Hermann Boussets letzten Jahren nochmals. Die Synode der Evangelisch-Lutherischen Kirche in Lübeck beschloss 1895 auf Antrag des Kirchenrates, die Gemeinde zu teilen und zwei neue Kirchen zu errichten.
Die neue Gemeinde umfasste die Straßen links und rechts der Schwartauer Allee sowie die Teerhofsinsel und etwa 4200 Menschen. Deren im Mai 1896 gebildete Kirchenvorstand beschloss, obwohl man weder über ein Pastorat, eine Kirche oder Gemeinderäume verfügte, am 1. Juli 1896 einen eigenen Pastor zu berufen. Pastor Haensel an der St.-Ansgar-Gemeinde in Kiel war der jüngste der 15 sich um das Amt Bewerbenden. Vorstand und Ausschuss der Gemeinde wählten ihn am 28. September mit elf der 15 möglichen Stimmen zu ihrem ersten Geistlichen und bereits am 25. Oktober wurde er vom Senior, Leopold Friedrich Ranke, in sein Amt eingeführt.

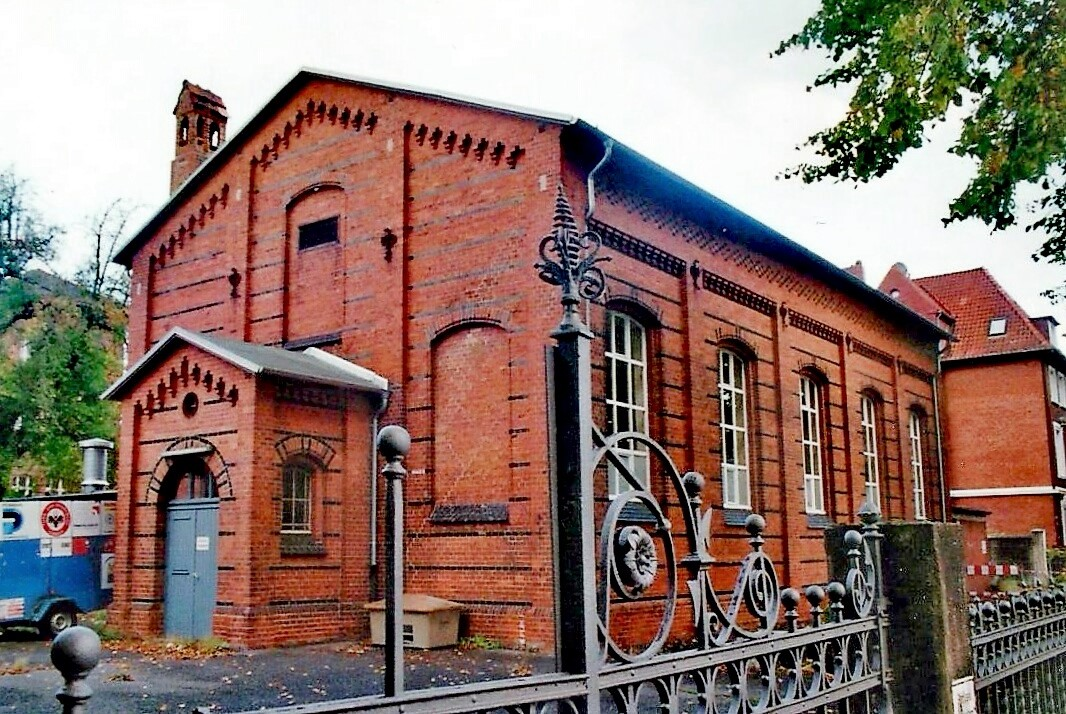
Turnhalle

Da sich der Pastor mit dem Vorstand darin einig waren, dass eine neue Gemeinde sowohl eigene Räume als auch ein Gotteshaus brauchte, lehnte sie das Angebot der Mitbenutzung von der St. Lorenz-Kirche ab. Auf dem Gemeindegebiet fand Haensel die zentral gelegene III. St. Lorenz-Schule. Deren große Turnhalle wurde von der lübeckischen Schulbehörde als provisorischer Kirchenraum für Gottesdienste zur Verfügung gestellt.
Zu Beginn des neuen Kirchenjahres, dem 1. Advent 1896, hielt Haensel den ersten Gottesdienst in der Gemeinde St. Matthäi. Später wurde dieses Datum als der eigentliche Geburtstag der Gemeinde bezeichnet. Bereits an diesem Tage fand dort auch, was in jenen Jahren noch kein besonders übliches Kirchenangebot gewesen war, der erste Kindergottesdienst statt. In der Folgezeit wurde dieser zu einem Markenzeichen der Gemeinde St. Matthäi.
Der Unterricht seiner Konfirmanden, die erste Gruppe bestand aus nur 21 Kindern, sowie die Bibelstunden wurden in der Gründerzeit der Gemeinde in Klassenräumen abgehalten. Im Laufe von 25 Jahren sollten von Haensel über 4200 Mädchen und Jungen eingesegnet werden.

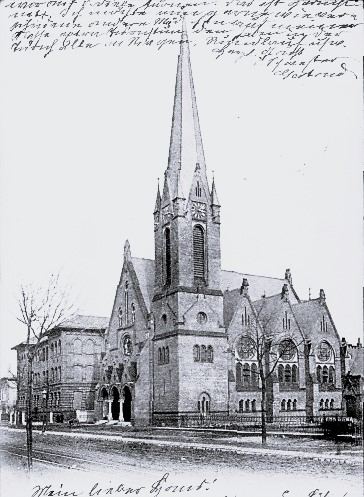
St. Matthäi (1900)

Der Bau einer Kirche samt Gemeindesaal und Pfarrwohnung neben der Schule wurde 1899 beschlossen. Zu deren Grundsteinlegung am 12. Februar 1899 zog die Gemeinde, angeführt von Senior Ranke und Bürgermeister Klug, hinüber zur Baugrube. Am auf den 25. März fallenden Sonntag Laetare des Jahres 1900 wurde die Kirche geweiht. Die St.-Matthäi-Kirche war somit das erste Gotteshaus, das nach rund 250 Jahren in Lübeck gebaut worden war. Die zeitgleich entstehende neue St.-Lorenz-Kirche ist erst am Sonntag Jubilate, 6. Mai 1900, geweiht worden.
Haensel gab der jungen Gemeinde Prägungen die bis heute bestehen. Die St.-Matthäi-Gemeinschaft war ein Kreis, der sich nicht um sich selbst drehte, sondern sich in den Dienst von Kirche und Gemeinde stellte. So wurden beispielsweise Mitglieder der „Gemeinschaft“ im Kindergottesdienst als Helfer einbezogen. In den Kindergottesdiensten sammelten sich, auch aus den Nachbargemeinden, zum gemeinsamen Beginn bis zu 1000 Kinder und gingen dann in Gruppen auseinander. Von ihnen wurden alle Winkel von Kirche und Gemeindehaus bis in den Turm oder Keller gefüllt. Bei dessen Ausflügen in den Riesebusch sind bis zu 1300 von ihnen gezählt worden.
In einer Zeit, in der manche gelegentlich den älteren Menschen vorhielten, dass diese zur Arbeit nicht mehr taugten, ist von Haensel der Satz überliefert: „Es ist edel, weißes Haar zu tragen.“ In Anlehnung daran lud er sie wöchentlich zu den „Edelweiß“-Nachmittagen ins Gemeindehaus ein.
In seinen ersten sieben Jahren war Haensel alleiniger Seelsorger seiner Gemeinde und aus den anfangs 4200 waren bis 1903 über 12000 Gemeindemitglieder geworden. Gebiete jenseits des Flutgrabens wie die Wohngebiete an der oberen Schwartauer Allee, Wilhelmshöhe, das Dorf Vorwerk sowie der Industrieraum Trems wurden Rensefeld abgepfarrt und der neuen Gemeinde zugeschlagen.
Da sich die Pastoren von St. Lorenz außer Stande sahen „wegen der eigenen großen Arbeitslast im Behinderungsfalle den Geistlichen von St. Matthäi zu vertreten“, wurde im St. Matthäischen Kirchenvorstand am 11. Februar 1903 beschlossen, eine zweite Pfarrstelle einzurichten. Nun beschäftigte den Kirchenvorstand das Verhältnis der beiden Pastoren zueinander. Der Kirchenvorstand wollte nach dem innerstädtischen Vorbild einen der beiden zum Hauptpastor ernennen. Als die Synode dies jedoch ablehnte und eine Gleichstellung der beiden Pastoren wollte, wandte sich der Kirchenvorstand an den Senat, da dieser damals das Landesherrliche Kirchenregiment ausübte. Dieser teilte dem Vorstand mit, dass er nicht eingreifen und die Entscheidung nicht selber treffen werde. Da es sich jedoch um eine Regelung der Arbeit in der Gemeinde handele, halte man es für das Beste, wenn der Kirchenvorstand, und nicht die Synode, in diesem Fall entschiede. Ergo wurde am 28. Juli 1903 vom Vorstand beschlossen, dass Pastor Haensel zum Hauptpastor ernannt werden solle. Die zweite Pfarrstelle wurde mit Pastor Karl Arndt, der am 4. Oktober 1903 (Erntedanksonntag) in sein Amt eingeführt, besetzt. Nach dem Tode Haensels wurde Arndt Haensels Nachfolger und blieb sein ganzes Berufsleben, 31 Jahre, an der St.-Matthäi-Kirche.
Als Haensel 1896 Pastor in Lübeck wurde, wurde er auch Mitglied in der Gesellschaft zur Beförderung gemeinnütziger Tätigkeit. In dem an Lübeck angrenzenden Bezirk Vorwerk wurde aus der lübeckischen Schwartauer Allee die Schwartauer Chaussee. Am Beginn der Chaussee stand die Bezirksschule für Vorwerk.  Als die Chaussee 1904 in der Allee aufging, wurde diese ab der Nummer 96 fortgeführt. Die bis dahin straßennummernlose Schule wurde zur 6. St. Lorenz-Schule und erhielt die Hausnummer 132. Auf der Versammlung der Gesellschaft zur Beförderung gemeinnütziger Tätigkeit am 11. April 1905 wurde Haensel als deren Vertreter in den Vorstand der sechsten Kleinkinderschule gewählt.
In einer weitgedehnten Tätigkeit auf evangelisatorischem Gebiet wurden in dieser Hinsicht viele Vereine von ihm gegründet und geleitet. Die Kreise, die sich hierbei um ihn scharrten, wurden als „Landekirchlicher Gesamtverband für entschiedenes Christentum“ bezeichnet. Die Matthäi-Kirche galt mit ihm als Aushängeschild als evangelikale Hochburg.
An den Arbeiten der Verfassungs-Kommission der neuen Kirchenverfassung hatte Haensel auch mitgearbeitet. Hierbei verteidigte er die heiß umstrittenen Artikel 13 und 30. Diese sollten den Schutz von sogenannten Minoritäten verbürgen und verfassungsmäßig verankern. Mit Abschluss der neuen Kirchenverfassung wurde diese dann als vorbildlich bezeichnet.

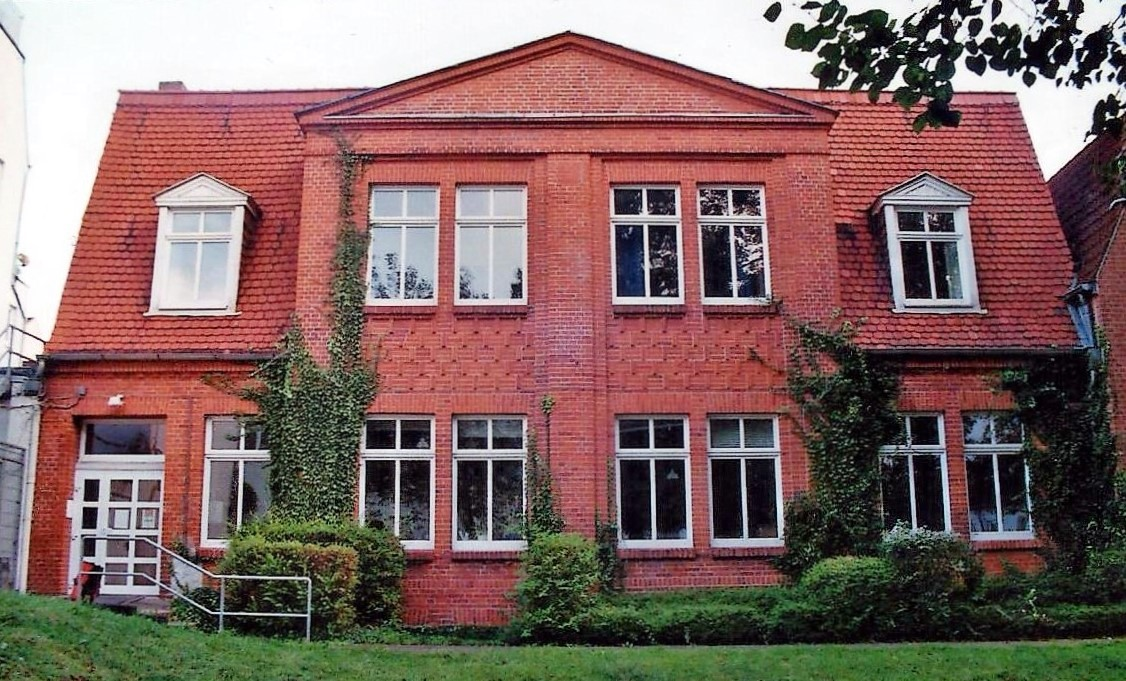
Gebäude des CVJM

Haensel gründete den CVJM Lübeck. Bis zu seinem Tode war er als dessen erster Vorsitzender aktiv. Seinem steten Bemühen verdankte der Verein sein einstiges Gebäude in der Großen Burgstraße 51, im Hinterhof des heutigen Dr.-Julius-Leber-Hauses.
Auch für die Missionsarbeit begeisterte sich Haensel. Dies kam unter anderem darin zum Ausdruck, dass seine Kindergottesdienstgruppen das Geld für drei Glocken aufbrachte. Sie wurden in die Missionsgebiete der indischen Jaipurkirche und zur Bethel Mission nach Afrika verschickt.

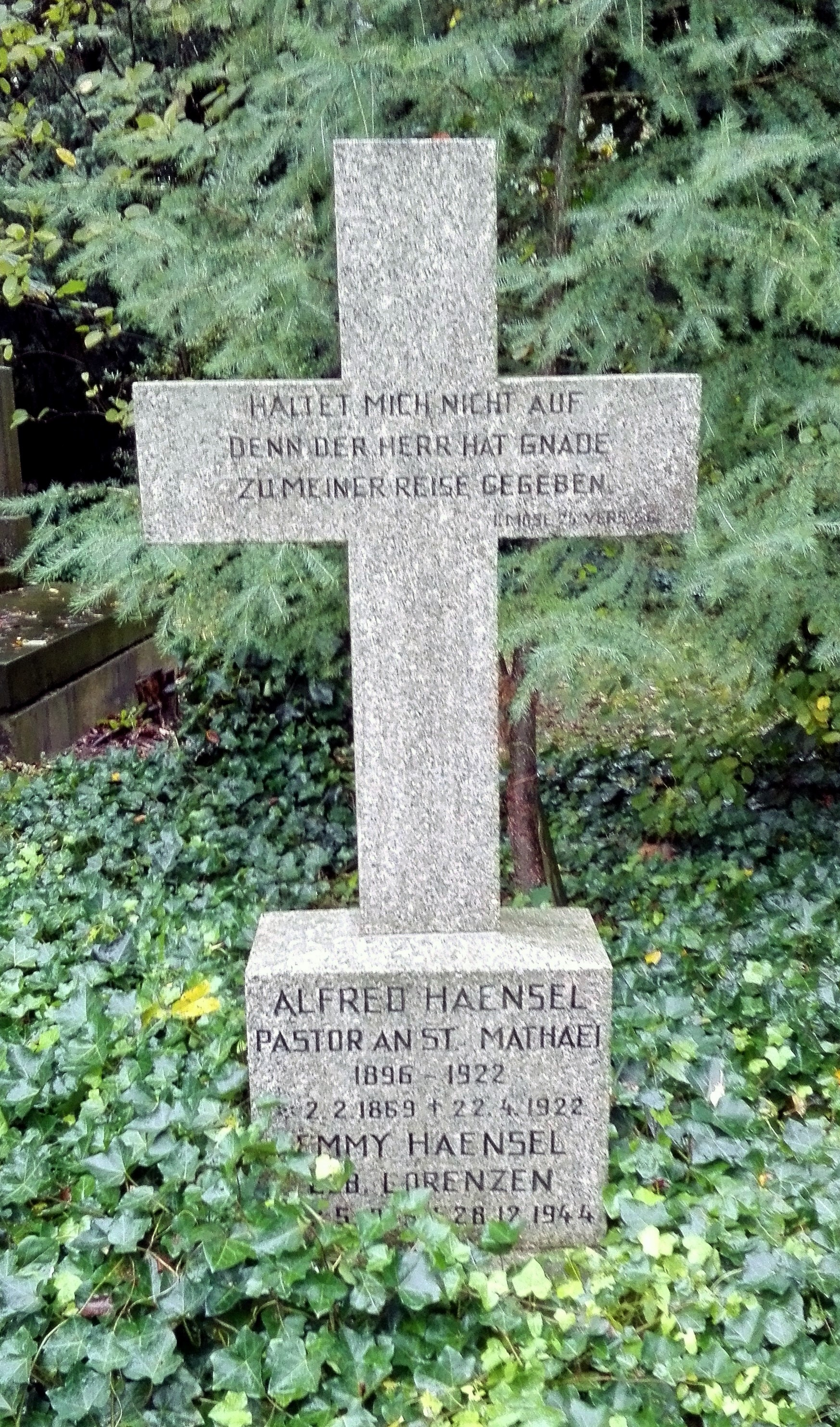

Zu seinem von Propst Lucht in St. Matthäi am Nachmittag des 26. April 1922 abgehaltenen Trauergottesdienst musste die Kirche wegen Überfüllung geschlossen werden. Der Trauerzug verließ danach mit dem Bläserchor des CVJM  gefolgt von Delegationen der von Haensel gegründeten Vereine vor seinem Sarg die Kirche. Seiner Frau Emmy (1875–1944) und seinen Kindern folgte der Kirchenrat, Bürgermeister Neumann und Baurat Baltzer als Vorstand der Synode. Fast sämtliche Geistliche der lübeckischen Kirchen folgten ihm im Ornat. Die Gemeinde des Verstorbenen stand von der Kirche bis hinter die Wickedestraße, Grenze zur Lorenzgemeinde, dem Zug Spalier. Am Grab auf dem Lorenz-Friedhof sprach Pastor Arndt als Vertreter der Gemeinde und Pastor Beckemeier als Vorsteher des „Landekirchlichen Gesamtverbands für entschiedenes Christentum“.